# Hugo Pratt
 (juillet 2015).
Pour les articles homonymes, voir Pratt.
Hugo Pratt, nom de plume d'Ugo Eugenio Prat, né à Rimini en Italie le 15 juin 1927 et mort à Pully en Suisse, le 20 août 1995, est un auteur de bande dessinée italien. Son œuvre la plus connue est Corto Maltese (1967-1991), qui a largement dépassé le champ de la bande dessinée. À propos de l'œuvre de Pratt on peut retenir quelques mots-clés, indissociables de sa vie : voyages, aventure, érudition, ésotérisme, mystère, poésie, mélancolie. Le terme « dessin intelligent » est souvent employé pour décrire l’ensemble de son œuvre. Son sens des contrastes entre le noir et le blanc et ses talents de conteur ont fait de lui un des plus grands maîtres du « neuvième art ».

## Biographie

### Une vie d'aventures
Dans ce que raconte Pratt de sa propre existence, on ne sait pas vraiment quelle est la part d'exagération ou d'affabulation qu'il a introduite.

« J’ai treize façons de raconter ma vie et je ne sais pas s'il y en a une de vraie, ou même si l’une est plus vraie que l’autre. »

— Le Désir d’être inutile, éditions Robert Laffont, 1991.
Aventurier moderne, il a traversé les époques en dilettante ; ici touriste, ailleurs impliqué, sans doute jamais vraiment engagé. Il pourrait être l'un des multiples personnages de son œuvre, car il a mené une vie presque aussi mouvementée et cosmopolite que celle de son héros emblématique, Corto Maltese.

#### La jeunesse
Hugo Pratt est né à Rimini en Romagne de Rolando Prat et Evelina Genero. Son enfance est vénitienne dans un environnement très cosmopolite. Son grand-père paternel Joseph est d'origine anglaise. Dans une interview publiée dans le magazine L'Événement du jeudi le 10 juillet 1986, Hugo Pratt indique ses origines : « Prenons mon arbre généalogique. D'un côté, je suis issu de Juifs séfardo-marranes de Tolède convertis au catholicisme, exilés et établis du temps de la papauté en Avignon, comme banquiers de l'Église. La branche paternelle est encore plus complexe avec son mélange de Byzantins, de Turcs, de Vénitiens souffleurs de verre à Murano, mais aussi des jacobites anglais partisans des Stuart qui ont fui en Méditerranée. Et tous ces gens, un jour, se sont retrouvés à Venise. » À l'âge de six ans, une insolation lui provoque une amnésie pendant six mois. À dix ans, Hugo Pratt part avec sa mère rejoindre son père, militaire de carrière en Abyssinie (actuelle Éthiopie), envahie par l'Italie depuis 1935 par Benito Mussolini,. Quatre ans plus tard, la Seconde Guerre mondiale s’étend sur tous les continents et les océans. Le père s’engage avec son fils de treize ans dans la police coloniale afin de réprimer les indépendantistes. Il dira avoir été « le plus jeune soldat de Mussolini ». Après l’offensive britannique de 1941, il assiste au retour de l’empereur Hailé Sélassié dans Addis-Abeba libérée. En 1941, son père, militaire professionnel italien, est capturé par les troupes britanniques. Il tombe malade et meurt en captivité fin 1942. La même année, Hugo Pratt et sa mère sont internés dans un camp de prisonniers à Dire Dawa où il se met à acheter des comics aux gardes. La mère et le fils sont rapatriés par la Croix-Rouge en 1943.
En 1944, dans une Italie divisée par la guerre, Venise est sous le contrôle des Allemands. Il est arrêté par les SS qui le prennent pour un espion sud-africain. Il est enrôlé dans la police maritime du Reich, s'échappe au bout de dix-huit jours et se met au service des Alliés, comme interprète et organisateur de spectacles jusqu’en 1946.
En 1946, Hugo Pratt est un des membres du dénommé Gruppo di Venezia (Groupe de Venise) qui comprenait également les meilleurs artistes et les écrivains comiques Fernando Carcupino, Dino Battaglia et Damiano Damiani.

#### Les portes de l'imaginaire
Très tôt, le jeune Hugo aime dessiner et lire des romans d’action et d’aventure ou des bandes dessinées américaines. Le style de Milton Caniff l’inspire plus particulièrement. Sa mémoire, nourrie d’espaces africains et des péripéties de la guerre, fait naître en lui le désir de devenir dessinateur. Il débute dans le métier en 1945, quand il rencontre Mario Faustinelli et Alberto Ongaro qui viennent de créer la société d’édition Uragano Comics. Ils proposent à Pratt de participer au dessin de L'As de pique (L’Asso di Picche), une série d'aventures inspirée des héros masqués américains. Pendant quatre années, plusieurs histoires sont publiées dans différentes revues sur des scénarios de Mario Faustinelli. Parfois, il s’impose aussi comme auteur des textes et dessins. Ses débuts sont souvent entrecoupés de nombreux voyages en Amérique du Sud et en Europe.
En Argentine, le travail de Pratt et de Faustinelli attire l’attention de l’éditeur Cesare Civita qui fait paraître L'As de pique dans son périodique, Salgari. Il invite Pratt à venir travailler à Buenos Aires. Celui-ci accepte et s'y installe en 1949. Deux ans plus tard, Pratt rencontre Héctor Oesterheld qui lui propose de dessiner, pour la revue Cinemisterio, les enquêtes du détective Ray Kitt. En 1952, dans la revue Misterix, Hugo Pratt dessine Sargento Kirk (Sergent Kirk), sur un scénario d’Oesterheld, puis reprend une série écrite par Ongaro : Junglemen. En 1957 Hugo fait équipe avec Oesterheld. Dans le premier numéro du magazine Frontera, créé par ce dernier, ils font paraître Ticonderoga et dans le no 1 de Hora Cero, Ernie Pike.
En 1959, Hugo se remet à l’écriture et prend comme modèle une voisine de quinze ans, pour donner un visage à l'héroïne de l'histoire, Ann y Dan (Ann de la jungle) ; cette voisine nommée Anne Frognier deviendra sa seconde épouse en 1963. Il part ensuite à Londres, travailler pour l'agence Fleetway Publications, pour laquelle il dessine douze histoires de guerre pour les magazines Picture Library. Il s'installe ensuite pendant un an à São Paulo, au Brésil, où il donne des cours de dessin à l'Escuela Panamericana de Arte. En 1962, il retourne à Buenos Aires, où il écrit et dessine Wheeling et Capitan Cormorant. Quelques mois après, l'Argentine connaît une crise économique difficile et il se voit contraint de repartir pour l'Italie.
De retour à Venise, le directeur d'une revue pour adolescents lui demande de dessiner dans le Corriere dei Piccoli. Billy James, écrit par Milo Milani, paraît en 1962. Simbad il marinaio (Simbad le marin), l’année suivante. L'Ombra, un autre justicier masqué qui lui rappelle l'Asso di Picche, fait son apparition en 1964, sur des textes d'Alberto Ongaro. Adaptées par Milo Milani, il dessine deux œuvres de Robert Louis Stevenson : L’Isola del tesoro (Treasure Island) et Il Ragazzo rapito (Kidnapped!), en 1965. Encore avec Milani, Le Avventure di Fanfulla, puis en 1969 Sandokan le tigre de Malaisie. Parallèlement, Hugo fait toujours de nombreux voyages, notamment au Brésil, en Éthiopie et en Laponie.

#### Des rencontres décisives
En juin 1967, Pratt entre en contact avec Florenzo Ivaldi qui est sur le point de faire paraître une nouvelle revue : Sgt. Kirk. Le premier numéro est publié en huit cents exemplaires en juillet. À l'intérieur se trouvent les premières pages d'une aventure écrite et dessinée par Hugo Pratt : Una ballata del mare salato (La Ballade de la mer salée), où un personnage secondaire, nommé Corto Maltese, fait ses débuts. On y verra aussi Luck Star O'Hara et seulement le début de Gli scorpioni del deserto (Les Scorpions du désert), car faute de bons chiffres de vente, la diffusion de la revue est arrêtée fin 1969. Dans sa maison de Malamocco, près du Lido de Venise, Pratt se retrouve alors sans projet. Il part de nouveau en Éthiopie pour rechercher la tombe de son père et la trouve près de Harar. Il visite aussi le Kenya et la Tanzanie.
Lors du 5e Festival de bande dessinée de Lucques, en novembre 1969, il rencontre à nouveau Claude Moliterni — un journaliste à qui, au festival précédent, il avait accordé sa première interview destinée au public français, pour la revue Phénix (no 11). Celui-ci le présente à Georges Rieu, rédacteur en chef de Pif Gadget — hebdomadaire de sensibilité communiste. Ce dernier lui propose de publier son travail en France. Pratt accepte l'offre et vient s’installer à Paris. Riche d'une vie aventureuse faite de voyages et de rencontres qui lui ont laissé une empreinte indélébile, Hugo Pratt a choisi d'exploiter l'un des protagonistes de La Ballade de la mer salée. Il voit en Corto le symbole de sa propre existence, de son regard sur la vie et les êtres. Ce sera un tournant décisif dans sa carrière. Au mois d'avril 1970, dans Pif no 58, il y a un gadget qui s'impose : un poisson d'avril. Il y a surtout le marin maltais qui vit ses propres aventures dans un premier épisode : Le Secret de Tristan Bantam. Vingt et un autres se succéderont jusqu'en 1973. C’est le point de départ de la carrière française de Pratt. Cependant les jeunes lecteurs ne sont pas tous enthousiastes. Quant à la direction, elle juge les idées du personnage trop libertaires à son goût. Pratt quitte Pif et part une nouvelle fois en Éthiopie.
Chaque jour, de juillet 1973 à janvier 1974, sur une pleine page, les lecteurs du quotidien France-Soir peuvent suivre la toute première aventure du marin maltais : La Ballade de la mer salée. Phenix, revue internationale de la bande dessinée, publie à son tour, de juin à août 1974, La Ballade sur la mer salée (sic). Louis-Robert Casterman, l'éditeur d'Hergé, diffuse l’histoire, sous forme d'album, dans les librairies en 1975. Hugo Pratt est maintenant très connu dans le milieu. Après avoir été présenté aux éditions du Lombard, les premiers épisodes des Scorpions du désert sortent dans les pages du magazine Tintin à partir de février 1973.
En 1974, Hugo Pratt signe l'affiche du premier Festival d'Angoulême.

#### La reconnaissance
Devant le succès remporté en France, de nombreux pays européens le réclament. L’édition belge de Tintin reprend, de 1974 à 1977, les aventures de Corto parues dans Pif Gadget. L'Italie n'est pas en reste et Pratt propose pour la revue Linus : Corto Maltese sconta detta arcana (Corto Maltese en Sibérie) en 1974 (plus tard, ce sera Favola di Venezia (Fable de Venise) en 1977 et La casa dorata di Samarkand (La Maison dorée de Samarkand) en 1980.) Il s'envole pour le Canada en 1976, pour donner des conférences sur l'histoire des Indiens d'Amérique et faire accessoirement l'acteur dans le film La Nuit de la marée haute (High Tide Night).
C’est au tour du périodique Pilote de faire appel à Pratt en 1977, pour éditer La Macumba du Gringo. En février 1978, Casterman crée (À suivre) : cette revue mensuelle de bande dessinée permet à Pratt de trouver son public car le succès de Corto est immédiat. Fort Wheeling paraît dans la revue Métal hurlant en 1980. Pratt raconte ensuite La Jeunesse de Corto dans le quotidien Le Matin de Paris de mai 1981 à janvier 1982. En 1983, il part faire un périple en Irlande et aux États-Unis.
En 1984, Hugo Pratt s'installe à Grandvaux en Suisse et l'année d'après, il supervise la sortie d'un hebdomadaire plus ambitieux dans son contenu : Corto. Sa mère meurt un an plus tard. Il ne cesse de parcourir le monde, retourne en Afrique, à Djibouti et fait une virée en Amérique du Sud : c’est d’abord les retrouvailles avec l'Argentine. Suivent le Chili et l'Île de Pâques, le Pérou, le Mexique, le Guatemala et enfin le Honduras. Le magazine italien Corto Maltese publie Le Elvetiche (Les Helvétiques) en 1987 et Mu la città perduta (Mû), en 1988. Déjà présent en tant que scénariste sur l’album de Milo Manara, Un été indien, huit ans plus tôt, il collabore à nouveau avec lui en 1991, pour El gaucho. En juin et juillet 1992, il s'offre un périple d’un mois dans le Pacifique : l'Île de Pâques à nouveau, celle de Nouvelle-Guinée, les Îles Cook et de Samoa – cadre des premières aventures de son double de papier, mais aussi la Polynésie française (Tahiti et Tetiaroa). En 1995 la revue (À suivre) publie Dans un ciel lointain. Un nouvel album sort peu après ; il relate les derniers instants de Saint-Exupéry : Le Dernier Vol. Hugo Pratt est malade depuis de longs mois déjà. Il met la dernière main à une nouvelle œuvre : Morgan. Ce sera sa dernière. Il ébauche l'Histoire des hommes à six jambes et réalise ses dernières aquarelles pour la préface de l'intégrale de Wheeling. En août 1995, un cancer du côlon l'emporte un dimanche après-midi.

### Postérité
Les droits de l'œuvre d'Hugo Pratt sont détenus par la société suisse Cong SA, créée en 1983,, dont l'actionnaire majoritaire et dirigeante est Patricia Zanotti,, l'ancienne coloriste et compagne d'Hugo Pratt qu'il avait désignée par testament comme son ayant droit, pour gérer après sa mort l’ensemble de son œuvre. Les quatre enfants du dessinateur ont depuis 2002 les droits d’auteur correspondant à un peu moins de la moitié de l’entreprise. Patricia Zanotti affirme ne détenir quasiment aucune planche originale, ce que contestent les avocats de Silvina Pratt, la fille du dessinateur qui revendique une plus grande part de l'héritage. La bataille judiciaire est financée par l'association Les Amis d’Hugo Pratt, dont sont membres notamment Alejandro Jodorowsky, Marc Caro et Kiki Picasso.

### Vie privée

#### Vie familiale
Hugo Pratt a été marié deux fois :
- à Gucky Wögerer (Yougoslave) en 1953, à Venise. Divorcés en 1957, au Mexique ; le couple a deux enfants, Lucas et Marina ;
- à Anne Frognier[g] (Argentine) en avril 1963, à Venise. Ils se séparent en 1978. Le couple a deux enfants : Silvina, née en 1964, et Giona (Jonas), né en 1965[13].

D'après ses dires, il aurait eu deux autres enfants entre 1962 et 1967. Une fille avec une femme métisse de Bahia (enfant qu'il reconnaît, ainsi que les enfants des sœurs de sa compagne), et un fils lors d'un passage chez les indiens Xavántes en Amazonie.

#### Franc-maçonnerie
Hugo Pratt rencontre la franc-maçonnerie dans les années 1970, il fait sa demande le 8 juin 1976 à la loge Hermès Trismégiste de Venise appartenant à la Grande Loge d'Italie. En 1989, Hugo Pratt accède au 4e degré du Rite écossais ancien et accepté. Il est élevé à ce grade dans une loge de Nice en présence des deux Souverains Commandeurs des Suprêmes Conseils du Grand Orient de France et de la Grande Loge d'Italie.
Le père d'Hugo Pratt, fasciste et anti-maçon, avait participé en 1925 au pillage organisé des temples maçonniques sur ordre de Mussolini. Comme tribut de ses razzias, il avait rapporté chez lui une épée flamboyante, outil attaché à la fonction de vénérable maître. Marqué par ce souvenir, Hugo Pratt entreprend des recherches familiales et finit par la retrouver avant d'en faire don à sa loge.
Une exposition lui est consacrée en 2012 à Paris au Musée de la franc-maçonnerie.

## Récompenses et distinctions
- 1969 : Grand Guinigi du dessinateur italien pour La Ballade de la mer salée
- 1971 : Prix Phénix de la meilleure bande dessinée d'aventure pour Corto Maltese
- 1974 : Prix Saint-Michel du meilleur scénario réaliste pour Les Scorpions du désert
- 1976 : Prix de la meilleure œuvre réaliste étrangère pour La Ballade de la mer salée au 3e festival d'Angoulême[18]
- 1977 : Prix Saint-Michel du meilleur scénario réaliste pour Songe d'un matin d'hiver (Corto Maltese)
- 1981 : Prix des lectrices de Elle au 8e festival d'Angoulême
- 1987 : Alfred du meilleur album étranger pour Un été indien au 14e festival d'Angoulême[19] (avec Milo Manara)
- 1988 : Grand Prix Spécial 15e anniversaire au festival d'Angoulême
- 1988 : Grand Prix national des Arts graphiques, remis à Paris par le ministre de la Culture Jack Lang

### Posthumes
- 1996 : Prix Max et Moritz de la meilleure publication de bande dessinée importée pour Saint-Exupéry. Le Dernier Vol
- 2005 : Temple de la renommée Will Eisner
- 2012 : Prix Eisner de la meilleure édition américaine d'une œuvre internationale pour Un été indien (avec Milo Manara)
- 2016 : Prix Harvey de la meilleure édition américaine d'une œuvre étrangère pour Corto toujours un peu plus loin

## Postérité

### Élève
- Osvaldo Rodríguez

### Hommages
- En 2011, la Pinacothèque de Paris expose Hugo Pratt pendant cinq mois[20].
- En 2018-2019, l'exposition « Lignes d’horizons » au musée des Confluences de Lyon rend hommage à Pratt et Corto Maltese[21].
- En 2019, la Fondation Folon à La Hulpe (Belgique) présente du 25 mai au 24 novembre une exposition inédite sur la thématique des songes d'Hugo Pratt[22],[23].

## Publications
Chronologie basée sur la publication primitive de chaque œuvre dans une revue de bandes dessinées, magazine ou album. Seule la première édition française en album est listée.